# Txerkes Khan
Txerkes Khan fou un suposat kan de l'Horda d'Or esmentat únicament per Khuandemir, successor vers 1362 de Nuruzbeg o vers 1363 de Kildibeg (si era diferent de Kulna Khan).
Segons l'historiador esmentat el van proclamar els amirs i era considerat fill de Janibeg. No s'esmenta en cap altra font, però si que hi ha una moneda amb el seu nom (de fet Txerkesbeg) encunyada a Astracan el 1374. Si Khuandemir l'encerta, va pujar al tron efímerament i després s'hauria mantingut uns anys a la regió d'Astracan. Com que no en dona cap detall no es pot afegir res més.
Si realment va regnar fou el darrer batúida real o suposat. No se sap si la família es va extingir o no, però en tot cas cap més batúida va retornar al tron que va passar a la descendència d'altres fills de Jotxi.